# Relations entre l'Eswatini et l'Inde
Les relations entre l'Eswatini et l'Inde sont les relations bilatérales du royaume d’Eswatini et de la république de l'Inde. L'Inde dispose d'un Haut-commissariat diplomatique résident à Mbabane, établi en août 2019. L'Eswatini n'a pas de mission diplomatique en Inde.

## Histoire
La majorité des visites diplomatiques entre les deux pays ont été effectuées par des fonctionnaires swazis, souvent pour assister aux conclaves africains annuels de la CII-EXIM Bank et à d'autres événements multilatéraux. De l'Inde, les visites au Swaziland ont été effectuées au plus haut niveau, au niveau du ministre d'État. La ministre d'État aux affaires extérieures, Preneet Kaur (en), et le ministre d'État à la culture, au tourisme et à l'aviation civile se sont rendus en Eswatini en mai 2011 et juillet 2015 respectivement. Les deux ministres ont rencontré le roi Mswati III.
Le roi Mswati III a rencontré le premier ministre Manmohan Singh lors du deuxième sommet du Forum Inde-Afrique à Addis-Abeba, en Éthiopie, en mai 2011. Il a effectué la toute première visite d'un roi swazi en Inde en octobre-novembre 2015 pour assister au troisième sommet du Forum Inde-Afrique à New Delhi. Il a rencontré le président Pranab Mukherjee le 27 octobre, et le premier ministre Narendra Modi le lendemain,,. Outre d'autres représentants du gouvernement, le roi était accompagné de quinze épouses, trente enfants et cent domestiques. Mswati a effectué sa deuxième visite en Inde en mars 2017, accompagné d'une délégation de 70 membres comprenant les ministres des affaires étrangères, du commerce, de la planification économique, de la santé et de l'agriculture. Contrairement à la visite précédente, le roi n'a amené qu'une de ses épouses et un enfant. L'Indian Express a décrit ce déplacement comme un signe que le voyage était strictement professionnel. Mswati a rencontré le premier ministre Modi et le président Mukherjee, a été l'invité d'honneur du conclave de la banque CII-EXIM,, et a également participé aux festivités de Holi. Il s'est également rendu à Anand, au Gujarat, pour s'informer sur les pratiques d'élevage et de production laitière, ainsi qu'au Rajasthan et au Gurgaon. Mswati a sollicité l'aide de l'Inde pour créer un parc scientifique et une infrastructure d'énergie renouvelable dans son pays. Après son retour, M. Mswati a déclaré que l'Eswatini bénéficierait de l'aide financière de 131 milliards d'emalangeni que l'Inde avait promise aux pays africains lors du conclave de la banque CII-EXIM.
L'Inde a voté contre la proposition d'Eswatini de légaliser la vente internationale de cornes de rhinocéros blancs lors de la 17e Conférence des parties (CoP 17) de la Convention sur le commerce international des espèces de faune et de flore sauvages menacées d'extinction (CITES) qui s'est tenue à Johannesbourg, en Afrique du Sud, en octobre 2016. La proposition a été rejetée, cent pays ayant voté contre, 26 en faveur et 17 se sont abstenus.
L'Eswatini soutient la candidature de l'Inde à un siège permanent au Conseil de sécurité des Nations unies.